# 顶羽菊属
顶羽菊属（学名：Acroptilon）是菊科下的一个属，为多年生草本植物。该属共有2种，分布于中亚至西伯利亚。